# 久松志保
久松 志保（ひさまつ しほ、1979年7月4日 - ）は、鹿児島県鹿児島市出身の女子プロテニス選手である。共栄学園中学校・高等学校卒。鹿児島銀行所属。
小学生のときに千葉県柏市へ移り、父の指導を受けテニスを始める。
高校卒業後の1998年にプロ転向。国内外ツアーに参戦。
島津全日本室内テニス選手権大会で5度優勝。